# Fürtike
A Fürtike újabb keletű magyar női név, jelentése: fürtvirág.

## Gyakorisága
Az 1990-es években szórványos név, a 2000-es években nem szerepel a 100 leggyakoribb női név között.

## Névnapok
- május 15.[2]